# اندیشه شی جین پینگ
اندیشه شی جین پینگ دربارهٔ سوسیالیسم با مشخصات چینی برای یک عصر نوین (چینی: 习近平新时代中国特色社会主义思想), که به عنوان اندیشه شی جین پینگ شناخته می‌شود، فلسفه سیاسی ابراز شده از سوی شی جین پینگ دبیرکل حزب کمونیست چین است.

## محتوا
این اندیشه از یک خط مشی ۱۴ موردی تشکیل می‌شود:
1. تضمین رهبری حزب کمونیست بر همهٔ اشکال کار در چین.
2. حزب کمونیست چین باید برای منفعت عمومی یک رویکرد خلق محور اتخاذ کند.
3. امتداد «عمیق‌سازی جامع اصلاحات»
4. اتخاذ ایده‌های علم بنیان برای «توسعه نوآورانه، هماهنگ، سبز، باز و مشترک»
5. پیروی از «سوسیالیسم با مشخصات چینی» با «خلق به عنوان اربابان کشور».
6. حکومت بر چین با حاکمیت قانون.
7. اعمال «ارزش‌های هسته‌ای سوسیالیستی» از جمله مارکسیسم، کمونیسم و «سوسیالیسم با مشخصات چینی».
8. همزیستی نیک با طبیعت با «سیاست‌های حفظ انرژی و حفاظت از محیط زیست» و «مشارکت در ایمنی بوم شناسانه جهانی»
9. تحکیم امنیت ملی.
10. حزب کمونیست چین باید بر ارتش آزادی‌بخش خلق رهبری مطلق داشته باشد.
11. ترویج سیاست یک کشور، دو نظام برای هنگ کنگ و ماکائو با آینده‌ای یگانگی مجدد ملی"; و پیروی از سیاست چین واحد و اجماع ۱۹۹۲ برای تایوان
12. ایجاد سرنوشت مشترک بین خلق چینی و دیگر خلق‌ها در سراسر جهان با یک «جو صلح‌آمیز بین‌المللی»
13. بهبود انضباط حزبی در حزب کمونیست چین.